# Пронин, Василий Михайлович
Пронин Василий Михайлович (1882 — 1965, Сан-Паулу, Бразилия) — русский военный и политический деятель, полковник, участник русско-японской и Первой мировой войн, Белого движения на Юге России, первопоходник, военный журналист ВСЮР. Эмигрант, военный преподаватель, редактор и издатель газет «Русский голос», «Военный сборник». Автор воспоминаний «Последние дни Царской Ставки».

## Биография

### Первые годы
Василий Пронин родился 22 февраля 1882 года в православной семье титулярного советника. Закончил 3 класса Нежинского городского училища, после чего поступил в Чугуевское военное училище, по завершении которого в чине подпоручика 4 августа 1904 года вышел в Острожский 167-й пехотный полк.

### Русско-японская и Первая мировая война
Добровольцем отправился на русско-японскую войну, которую прошёл в составе Болховского 138-го пехотного полка. 10 августа 1907 года произведён в поручики, 10 августа 1911 года в штабс-капитаны. В 1913 году после окончания Николаевской академии Генерального штаба и производства в капитаны прикомандирован к 166-му пехотному Ровненскому полку для командования ротой. С 1 ноября 1915 года в должности старшего адъютанта штаба 9-го армейского корпуса, позже работал в штабе 3-й армии Юго-Западного фронта. С начала 1916 года — помощник старшего адъютанта отдела генерал-квартирмейстера штаба 3-й армии в звании подполковника. Штаб-офицер для поручений в управлении Генерал-квартирмейстера штаба Верховного Главнокомандующего. Исполняя должность начальника оперативного отделения.

### После Февральской революции
После Февральской революции участвовал в организации Союза офицеров Армии и Флота, был товарищем председателя главного комитета этого союза. После вступления генерала Лавра Корнилова в июле 1917 года в должность Верховного главнококомандующего Русской армией принимал основное участие в составлении плана реформ для восстановления боеспособности армии. Сопровождал Корнилова в поездке на Государственное совещание в Москве. Являлся активным участником Корниловского выступления, за что был арестован и находился с генералами в заключении в Быховской тюрьме, откуда был освобождён вместе 13 ноября 1917 года.

### В Белом движении
Вместе с генералами бежал на Дон где, состоя при генерале Алексееве, принимал участие в формировании Добровольческой армии. Участник 1-го Кубанского похода. Летом 1918 года назначен генералом Деникиным помощником начальника управления Генерального штаба армии. Находился на этой должности до весны 1920 года. После отступления в Крым назначен главным редактором журнала «Военный голос», официального органа Южнорусского правительства.

### Эмиграция
В эмиграции проживал в Белграде, где служил начальником канцелярии Державной комиссии Министерства иностранных дел. Участвовал в основании в Белграде общества ревнителей военных знаний. Выпускал журнал «Военный сборник», всего за 1921—1930 годы вышло 11 томов.
С помощью РОВСа основал в Белграде газету «Русский голос». С 1937 года редактор и издатель этой газеты, выходившей до 1941 года.
Член учредитель Русского военно-научного института в Белграде. Преподаватель Белградского отделения Высших военно-научных курсов генерала Головина.
В конце Второй мировой войны переехал в Германию, где в течение 4 лет пребывал в беженских лагерях. В 1950 году переехал в Бразилию, поселившись в Сан-Паулу, где состоял в Постоянном совещании русских национально-православных деятелей. Умер 30 января 1965 года во время богослужения в русском православном храме в Сан-Паулу. Автор воспоминаний «Последние дни Царской Ставки».

## Публикации
- Пронин В. М. Последние дни Царской Ставки (24 февраля — 8 марта 1917.). — Белград, 1929.